# Sparkling Mediolan
Sparkling Milano – męski klub siatkarski z Włoch, powstały w Mediolanie. W sezonie 2007/2008 drużyna występowała w Serie A, a jej barwy reprezentował Polak - Łukasz Kadziewicz. Z powodu kłopotów finansowych prezydent klubu Tomano Bertoldi wycofał drużynę z najwyższej klasy rozgrywek.

## Dane
- Barwy - Czarno-złote
- Hala - Pala Lido
- Prezydent klubu - Tomano Bertoldi
- Trener klubu -  Daniele Ricci
- Asystent trenera - Gianpaolo Medei

## Osiągnięcia
- 2007 - Puchar Serie A2

## Polacy w klubie
| Imię i nazwisko   | Lata gry  |
| ----------------- | --------- |
| Łukasz Kadziewicz | 2007–2008 |